# Канозерские петроглифы
Канозерские петроглифы — группа наскальных изображений, обнаруженных Юрием Ивановым 5 июля 1997 года на островах озера Канозеро в юго-западной части Кольского полуострова Мурманской области России. Рисунки были отнесены к III—II тысячелетиям до н. э.

## История открытия
Петроглифы Канозера были обнаружены 5 июля 1997 года на острове Каменный (также известный как Скалистый) в озере Канозеро в Мурманской области России. Открытие сделал Юрий Иванов, бывший в составе экспедиции, организованной краеведческим музеем посёлка Ревда.
На 2014 год исследователями Ревдинского краеведческого музея и Кольской археологической экспедиции ИИМК РАН открыто более тысячи рисунков, расположенных на трёх островах Большой Подмунский (Горелый), Малый Подмунский (Еловый) и Скалистый (Каменный) и прибрежной скале Одинокая. В настоящее время смысл рисунков не расшифрован.
До создания на островах природно-исторического памятника «Петроглифы Канозера» через них проходило множество туристических маршрутов, памятник находился на грани разрушения. Туристы, не подозревавшие о большой исторической ценности этих скал, оставляли на них свои надписи.
В 2000-х годах открыт музей наскального искусства «Петроглифы Канозера». В декабре 2014 года над наскальными рисунками сооружен прозрачный защитный купол.

## Датировка
Датирование канозерских петроглифов сильно затруднено из-за низкого колебания уровня воды в голоцене. Исследователи Е. М. Колпаков и В. Я. Шумкин датируют их IV—II тысячелетием до н. э. За основу взята датировка ближайших к Канозеру беломорских петроглифов, проведённая А. М. Жульниковым. Учёный датировал их началом IV — концом III тысячелетий. Нижняя граница II тысячелетия установлена с учётом обнаружения могильника, созданного охотниками в середине II тысячелетия до н. э. Их культура, по мнению Колпакова и Шумкина, соответствует петроглифам.

## Галерея

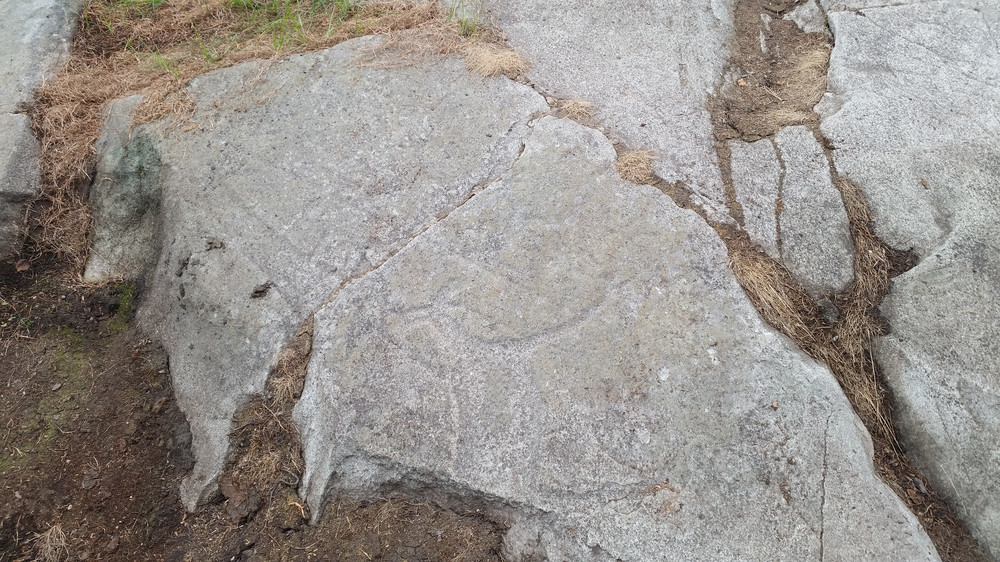
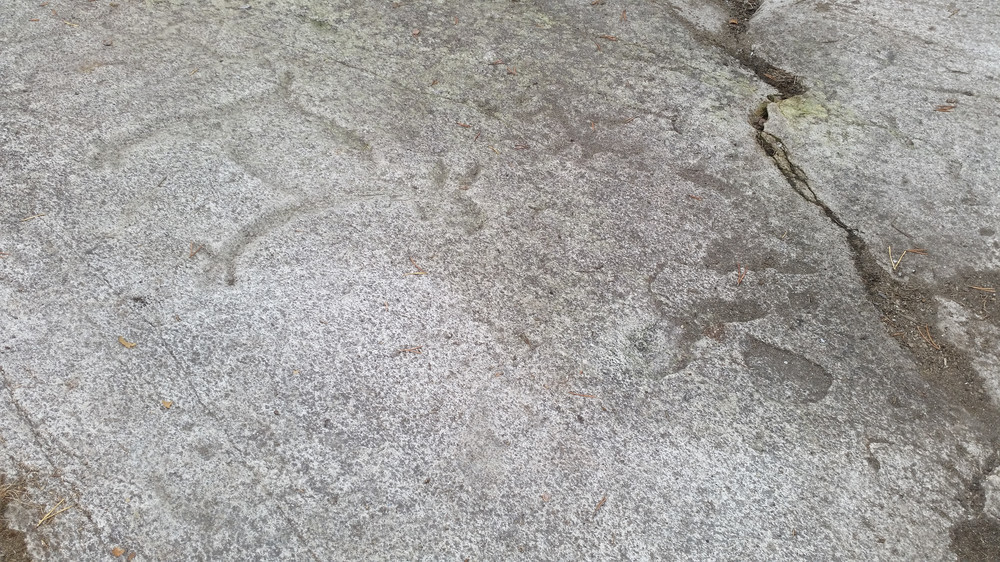
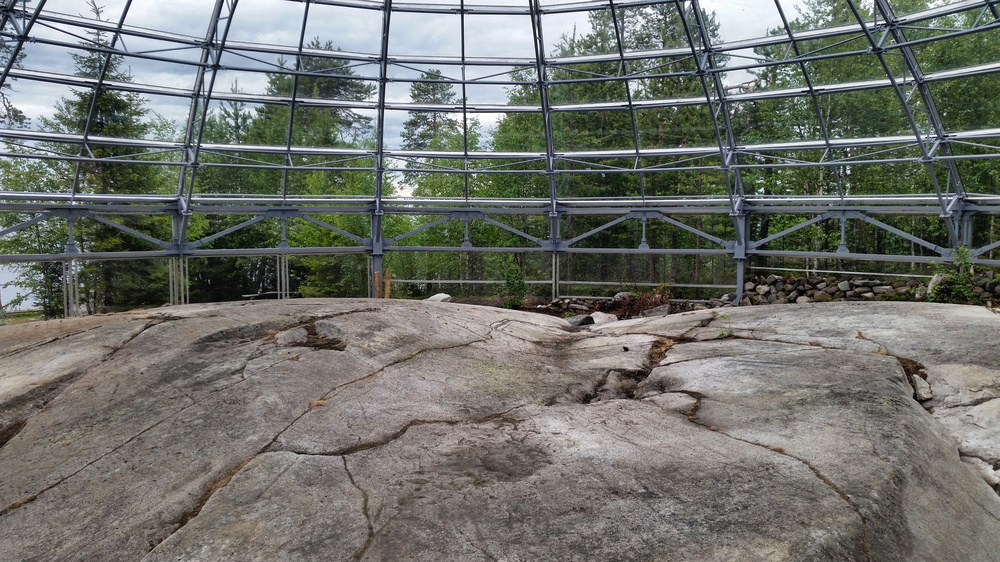
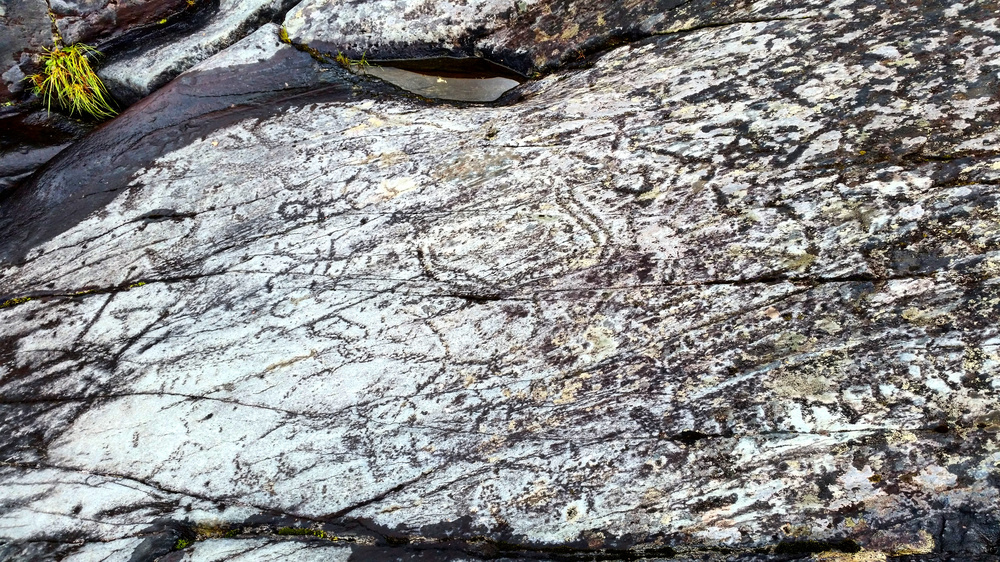
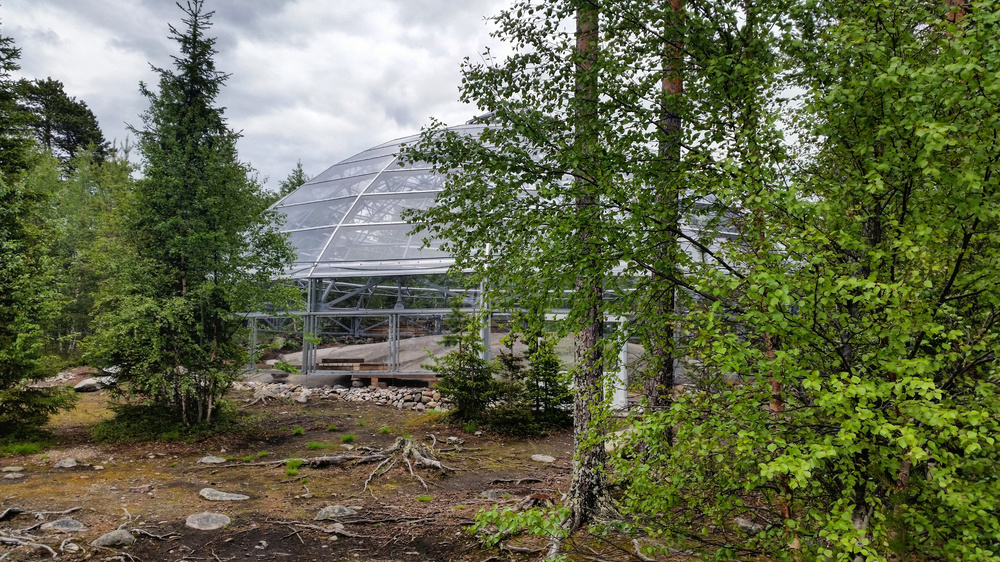
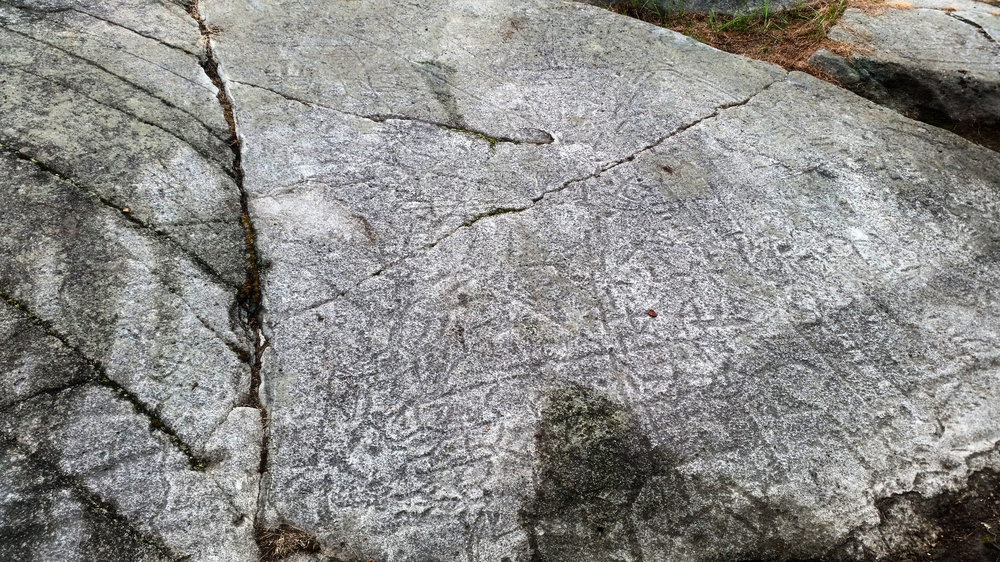
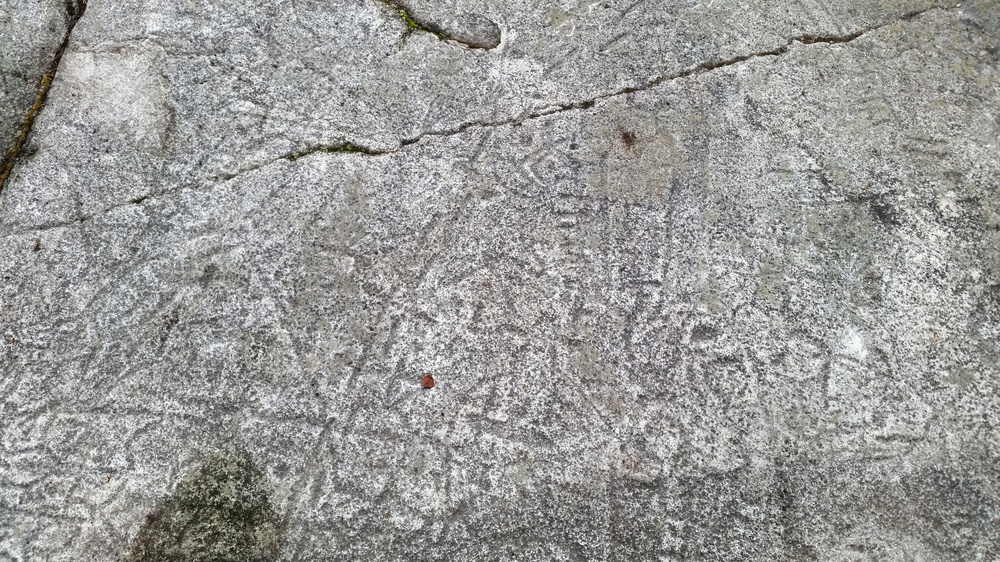
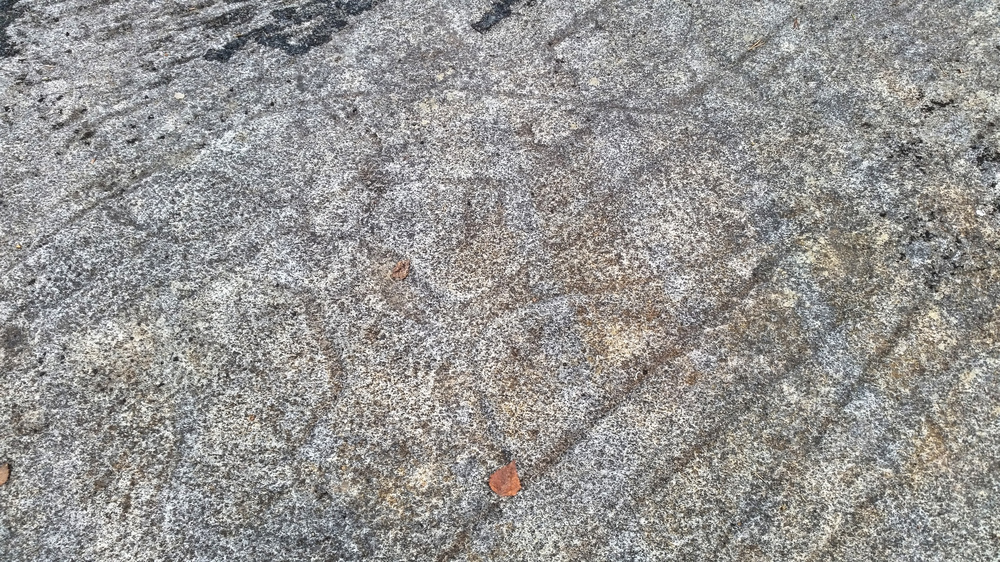
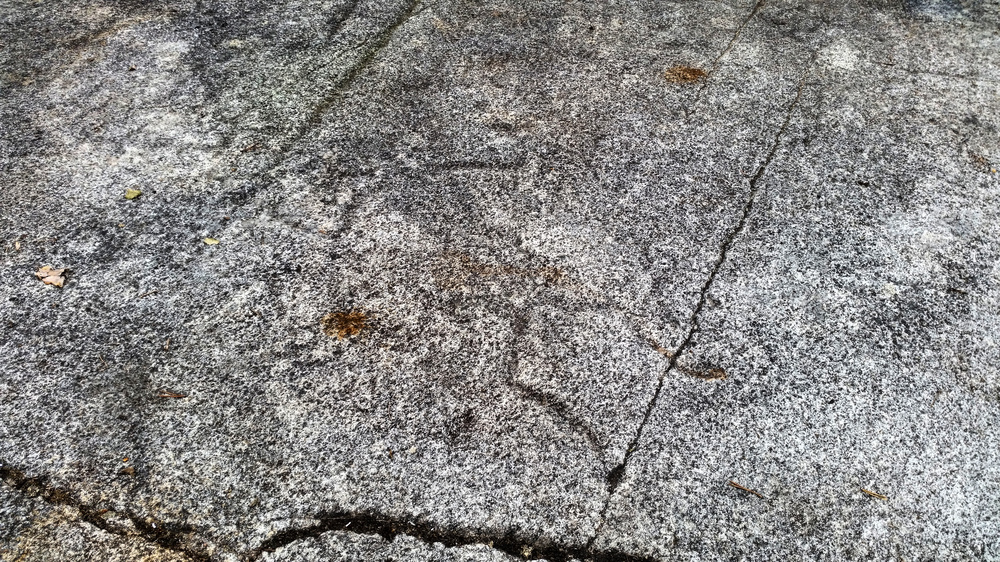
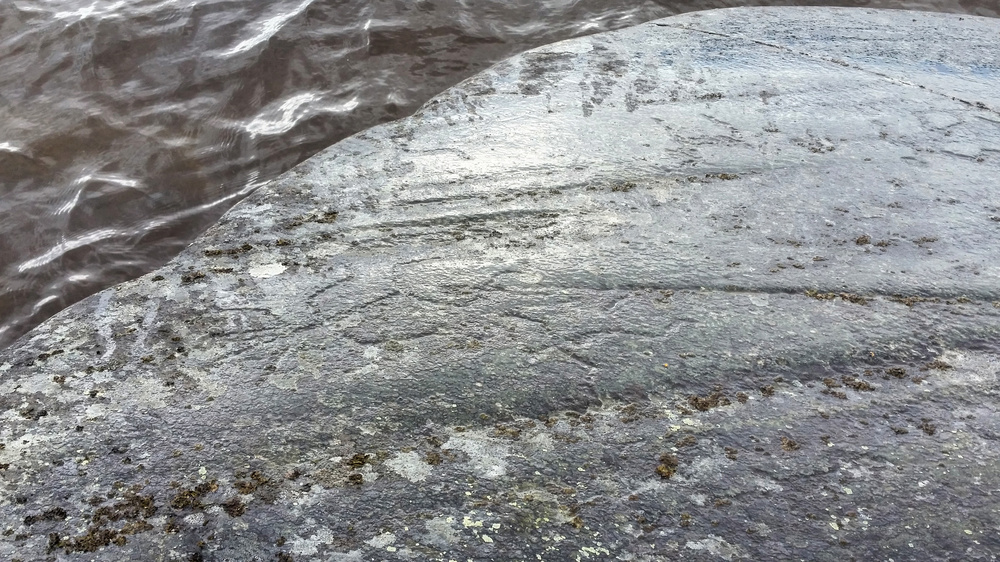
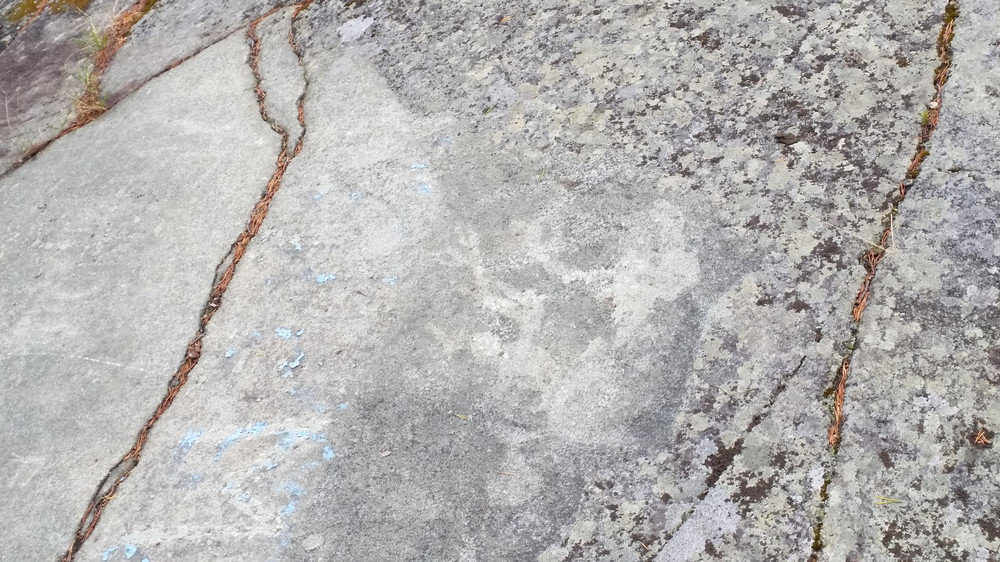
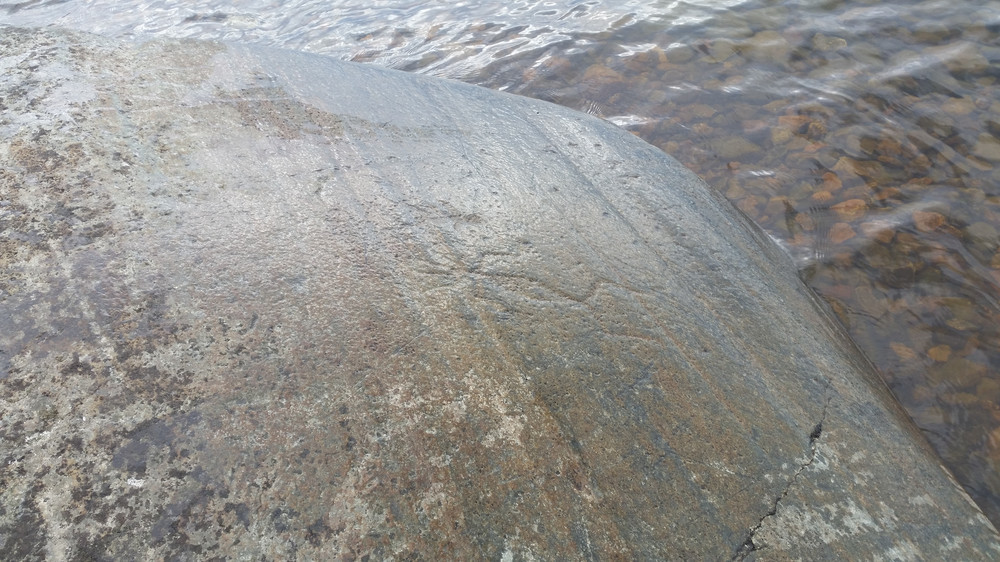
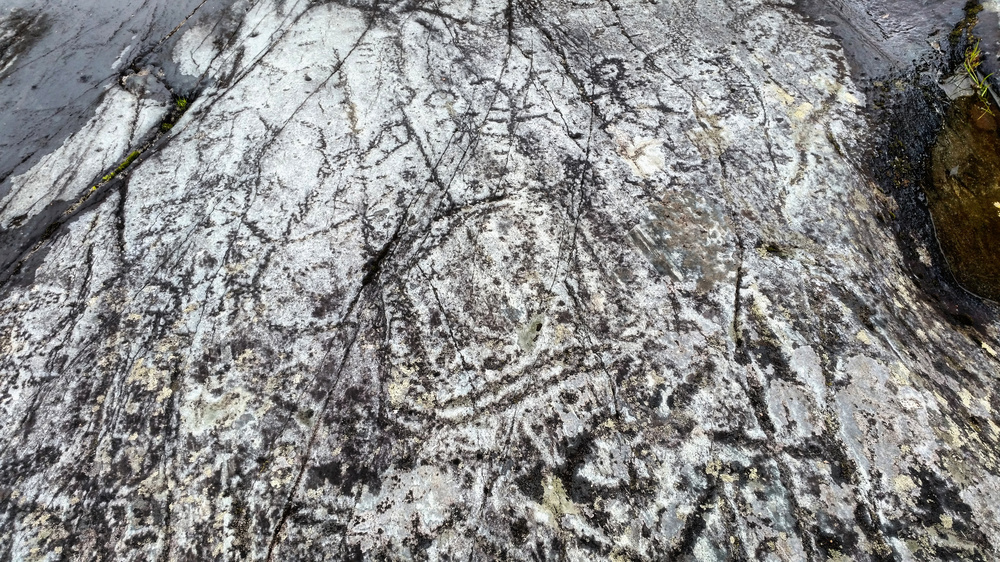
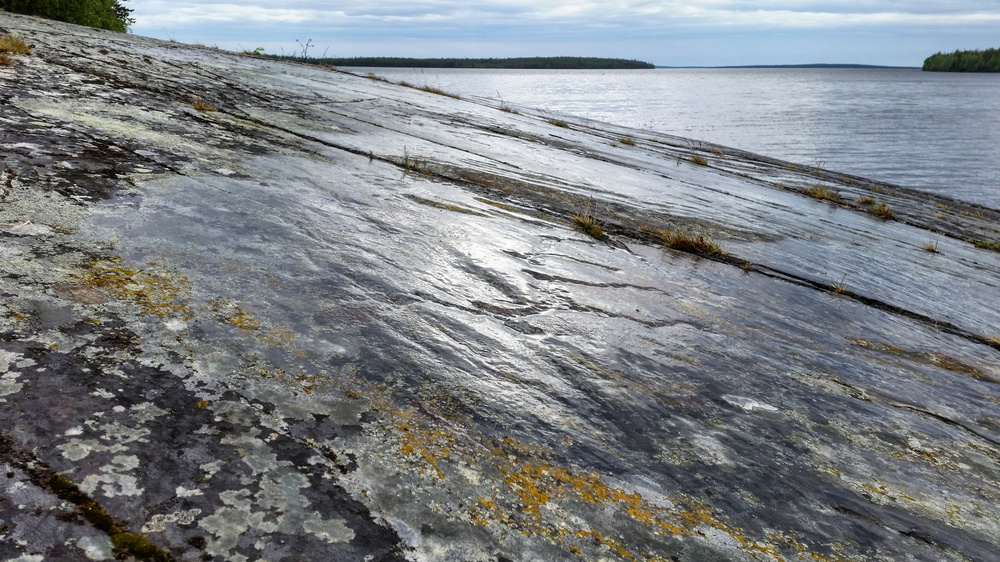
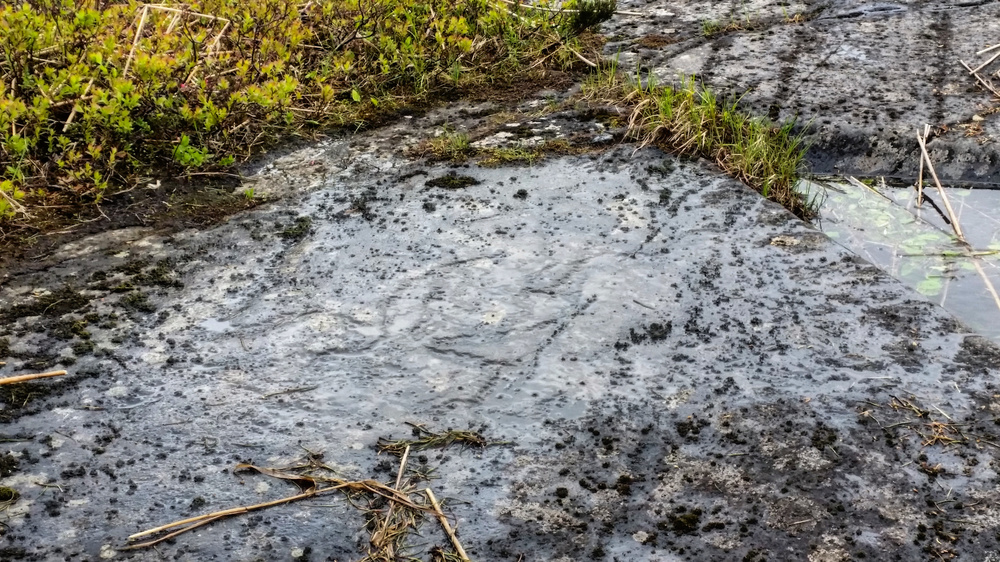
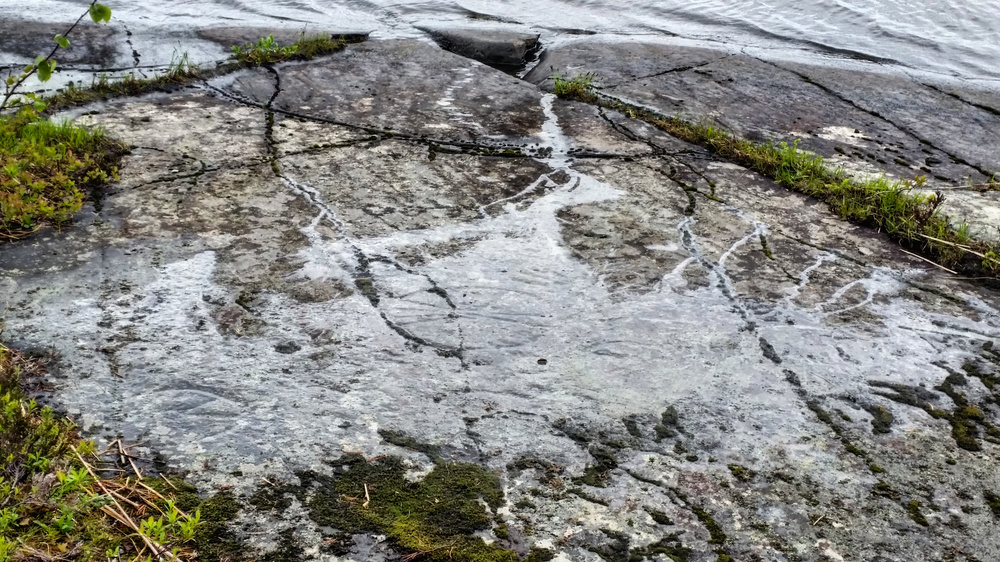